# El año más violento
El año más violento (A Most Violent Year originalmente en inglés) es una película estadounidense escrita y dirigida por J. C. Chandor. Está protagonizada por Oscar Isaac, Jessica Chastain, Alessandro Nivola, David Oyelowo, Albert Brooks y Elyes Gabel.

## Argumento
En 1981 en  Nueva York, Abel Morales (Oscar Isaac) es el dueño de una empresa prometedora que ha sufrido el robo de varios camiones, cada uno con aceite de calefacción por valor de miles de dólares. Un conductor, Julian (Elyes Gabel), es brutalmente golpeado cuando su camión petrolero es secuestrado por dos asaltantes desconocidos. La esposa de Abel, Anna (Jessica Chastain), le ruega a Abel que luche contra la violencia con violencia, pero Abel se niega. Morales y su empresa están siendo investigados por el asistente del fiscal de distrito Lawrence (David Oyelowo), quien parece decidido a exponer fijación de precios, evasión fiscal y varias otras ilegalidades cometidas por Morales y sus competidores. en el negocio del gasóleo para calefacción.
Como una forma de asegurar su independencia financiera y superar a sus competidores, Abel, con la ayuda de su abogado, Andrew Walsh (Albert Brooks), negocia un trato con un grupo de  jasidim, dirigido por Joseph Mendellsohn (Jerry Adler), para comprar una terminal de combustible en el East River. Esto permitirá a la compañía de Morales importar directamente fuel oil de barcazas y almacenar mucho más petróleo en el verano cuando los precios del fuel oil son más bajos. Coloca un gran pago inicial del 40 por ciento en la propiedad con el acuerdo de que cerrará en 30 días; si no lo hace, el jasidim venderá la terminal a uno de los competidores de Morales y mantendrá la baja pago.
Después de mudarse a una nueva casa, Morales evita lo que parece ser un intento de robo, pero al día siguiente una de sus hijas encuentra una pistola cargada que el perpetrador dejó caer entre los arbustos. Ante la sospecha de que esta intimidación proviene de sus competidores, comienza a enfrentarlos uno a uno; cada uno niega cualquier intimidación y robo que lo lleve a la quiebra. El jefe de la Hermandad Internacional de Camioneros anima a Morales a armar a sus conductores con pistolas y permisos falsos que él puede conseguir para él. Morales se niega, creyendo que tal medida podría generar aún más presión sobre su operación por parte de las autoridades y potencialmente arruinar sus conexiones comerciales legítimas con un banco que financia su negocio.
Al regresar al trabajo después de semanas de rehabilitación, Julian es nuevamente abordado por criminales, esta vez en el Puente de Queensboro a plena luz del día. Llevando un arma de fuego sin el conocimiento o permiso de Abel, se involucra en un tiroteo con los secuestradores, lo que resulta en que la policía llega y persigue a Julian y los otros asaltantes, quienes escapan. Este incidente una vez más coloca a Morales y su empresa en el centro de atención no solo de ADA Lawrence, sino también del banco, que le informa que debido a las inminentes acusaciones criminales y este desafortunado incidente público, ya no puede financiar su compra del terminal.
Desesperado, y necesitando $ 1.5 millones para cerrar la propiedad, se acerca a su competencia, Saul Leftkowitz y su nieta, quienes acuerdan darle un préstamo de $ 500,000 por un interés del 20 por ciento y  capital en la compañía por el plazo del acuerdo. Se las arregla para ganarse otros $ 200,000 obteniendo un préstamo hipotecario contra un edificio de apartamentos que él y su hermano menor poseen juntos. Con el tiempo disminuyendo rápidamente, intercepta una llamada de radio para pedir ayuda a uno de sus conductores, quien dice que su camioneta está siendo secuestrada. Al estar cerca, persigue el camión robado. Finalmente, alcanzando y atacando a uno de los secuestradores, Morales exige saber quién es el autor intelectual. El secuestrador niega haber sido contratado por nadie, pero revela que vendió su último envío robado en  Far Rockaway. Morales se enfrenta a uno de sus competidores, que tiene instalaciones en Far Rockaway, amenazando con alertar a las autoridades federales porque el combustible robado tiene tintes de combustible. El competidor acepta pagarle a Morales más de $ 200,000 por el combustible robado.
A medida que Morales se acerca a su meta de $ 1.5 millones, visita a  Mafia - afiliado a Peter Forente (Alessandro Nivola) para pedir otros $ 600,000. Forente accede a darle el préstamo a Morales, pero en términos muy desfavorables. Consternado por tener que apalancar su empresa en un grado tan alto para asegurar el préstamo, Morales comienza a informar a su esposa, solo para descubrir que ella ha estado "robando" de la empresa durante años y ha estado escondiendo el dinero, lo cual es suficiente. para cubrir la cantidad de dinero que Forente había acordado prestar, en una cuenta secreta.
Teniendo el dinero que ahora necesita, Morales y Walsh pagan a sus acreedores y aseguran la terminal. Mientras Abel, Anna y Walsh están revisando la propiedad, se les acerca un furioso Julian que lleva un arma, quien culpa a Morales por sus problemas, creyendo que él también debería tener derecho a algo de la buena fortuna de Morales. Abatido por ser un hombre buscado, Julian se suicida frente a Abel, Anna y Walsh. Mientras la policía se presenta con ADA Lawrence para investigar el suicidio, Morales expresa que las investigaciones más amplias sobre su firma están perjudicando su negocio y que deberían llegar a una conclusión en algún momento. Lawrence está de acuerdo en términos generales y sugiere que esta nueva terminal de fuel oil impulsará el negocio de Morales y le dará "influencia política". Lawrence luego sugiere que Morales podría ayudarlo con sus aspiraciones más elevadas. Morales afirma que siempre ha hecho "lo más correcto".

## Reparto
- Oscar Isaac[2]  como Abel Morales.
- Jessica Chastain[3] como Anna Morales.
- Alessandro Nivola[4]   como Peter Forente.
- David Oyelowo[5] como Lawrence.
- Albert Brooks[6]  como Andrew Walsh.
- Catalina Sandino Moreno[7] como Luisa.
- Ashley Williams[8]  como Lange.
- Elyes Gabel[8]  como Julian.
- Harris Yulin.[8]
- Giselle Heisenberg.[8]
- Elizabeth Marvel.[8]

## Producción
El 23 de mayo del 2013, Deadline informó que el cineasta que J. C. Chandor escribiría y dirigiría El año más violento, que debía comenzar a rodar en el otoño. Neal Dodson de Before the Door Pictures y Anna Gerb están produciendo la película junto a FilmNation Entertainment, Glen Basner como productor ejecutivo. El 22 de enero del 2014, A24 Films adquirió los derechos de distribución en Estados Unidos para la compañía de películas Participant Media, con el cual A24 tiene planeado estrenar la película en el cuarto trimestre del 2014. La película está cofinanciada por Image Nation, mientras que la producción por Before the Door Pictures y Washington Square Films.

### Casting
El 5 de junio del 2013, Javier Bardem se unió a la película como protagonista. El 16 de julio del 2013 Jessica Chastain se unió al reparto para actuar en el papel principal junto a Bardem. El 3 de diciembre del 2013 Oscar Isaac se unió al reparto de la película reemplazando a Bardem. El 27 de enero del 2014 Albert Brooks se une a la película, quien interpreta al abogado de Oscar Isaac, y la actriz Catalina Sandino Moreno también se une al reparto de la película en un papel secundario. El 29 de enero de 2014, mientras el rodaje estaba en marcha, David Oyelowo se integró el elenco de la película. Otros miembros del reparto son Ashley Williams, Elyes Gabel, Harris Yulin, Giselle Eisenberg y Elizabeth Marvel. El 21 de febrero del 2014 Alessandro Nivola se unió al reparto de la película, él personificará a Peter Fonte, que en la película su personaje rival es Oscar Isaac .

### Rodaje
El rodaje de la película El año más violento comenzó el 29 de enero de 2014 en la ciudad de Nueva York. El rodaje se estuvo filmando en Manhattan el 18 de febrero, en donde fue vista Jessica Chastain. El 22 de febrero del 2014 la filmación continuó en Queens Plaza South, en Queens Boulevard en Long Island, en la ciudad de Nueva York. El rodaje de la película estaba previsto para reanudarse en la sección de Maspeth de Queens el 2 de marzo del 2014.

## Premios y nominaciones
| Premio                                              | Categoría               | Receptores       | Resultado | Ref(s) |
| --------------------------------------------------- | ----------------------- | ---------------- | --------- | ------ |
| Premios Gotham                                      | Mejor actor             | Oscar Isaac      | Nominado  | [ 15 ] |
| National Board of Review                            | Mejor película          | Mejor película   | Ganadora  | [ 16 ] |
| National Board of Review                            | Mejor actor             | Oscar Isaac      | Ganador   | [ 16 ] |
| National Board of Review                            | Mejor actriz de reparto | Jessica Chastain | Ganadora  | [ 16 ] |
| Globos de Oro                                       | Mejor actriz de reparto | Jessica Chastain | Nominada  | [ 17 ] |
| Awards Circuit Community Awards                     | Mejor fotografía        | Bradford Youg    | Nominado  | [ 18 ] |
| Black Reel Awards                                   | Mejor actor de reparto  | David Oyelowo    | Nominado  | [ 19 ] |
| Premios de la Crítica Cinematográfica               | MVP Award               | Jessica Chastain | Ganadora  | [ 20 ] |
| Premios de la Crítica Cinematográfica               | Mejor actriz de reparto | Jessica Chastain | Nominada  | [ 20 ] |
| Asociación de Críticos de Cine de Ohio Central      | Mejor actriz de reparto | Jessica Chastain | Nominada  | [ 21 ] |
| Asociación de Críticos de Cine de Ohio Central      | Actor/actriz del año    | Jessica Chastain | Nominada  | [ 21 ] |
| Asociación de Críticos de Cine de Ohio Central      | Mejor guion original    | J. C. Chandor    | Nominado  | [ 21 ] |
| Asociación de Críticos de Cine de Ohio Central      | Mejor película          | Mejor película   | 9° lugar  | [ 21 ] |
| Asociación de Críticos de Cine de Chicago           | Mejor actriz de reparto | Jessica Chastain | Nominada  | [ 22 ] |
| Asociación de Críticos de Cine de Dallas-Fort Worth | Mejor actriz de reparto | Jessica Chastain | Nominada  | [ 23 ] |
| Asociación de Críticos de Cine de Georgia           | Mejor actriz de reparto | Jessica Chastain | Nominada  | [ 24 ] |
| Asociación de Críticos de Cine de Georgia           | Actuación revelación    | David Oyelowo    | Ganador   | [ 24 ] |
| Asociación de Críticos de Cine de Georgia           | Mejor película          | Mejor película   | Nominada  | [ 24 ] |
| Sociedad de Críticos de Cine de Houston             | Mejor actriz de reparto | Jessica Chastain | Nominada  | [ 25 ] |
| Sociedad de Críticos de Cine de Houston             | Mejor película          | Mejor película   | Nominada  | [ 25 ] |
| Premios Independent Spirit                          | Mejor actriz de reparto | Jessica Chastain | Nominada  | [ 26 ] |
| Premios Independent Spirit                          | Mejor guion             | J. C. Chandor    | Nominado  | [ 26 ] |
| Premios Independent Spirit                          | Mejor montaje           | Ron Patane       | Nominado  | [ 26 ] |